# مامجين (بشاريات الغربي)
مامجین (بالفارسية: مامجین) هي قرية تقع في إيران في قسم بشاریات الغربي الریفي. يقدر عدد سكانها بـ 203 نسمة .